# 앨릭 기니스
앨릭 기니스 경(영어: Sir Alec Guinness, CH, CBE, 1914년 4월 2일 ~ 2000년 8월 5일)은 잉글랜드의 배우이다.

## 주요 출연 작품
- 《콰이 강의 다리》 1957년
- 《아라비아의 로렌스》 1962년
- 《닥터 지바고》 1965년
- 《스타워즈 에피소드 4: 새로운 희망》 1977년 - 벤 케노비
- 《스타워즈 에피소드 5: 제국의 역습》 1980년
- 《스타워즈 에피소드 6: 제다이의 귀환》 1983년

## 서훈
- 1955년 대영 제국 훈장 3등급(CBE) 수훈[1]
- 1959년 기사작위(Knight Bachelor) 서임[2]
- 1994년 컴패니언 오브 아너(Order of the Companions of Honour; CH)[3]